# 버즈 라이트이어 (영화)
《버즈 라이트이어》(영어: Lightyear)는 2022년 개봉한 미국의 SF 액션 애니메이션 영화이다. 《도리를 찾아서》의 조감독이었던 앵거스 매클레인의 첫 단독 연출 데뷔작이다. 픽사의 애니메이션 《토이 스토리》의 장난감 버즈 라이트이어의 기반이 된 동명의 인간 우주비행사를 다룬 스핀오프 작품이다. 배우 크리스 에반스가 버즈 라이트이어의 더빙을 맡았다. 영화 《캡틴 마블》의 음악을 맡은 피나 토프락이 제작진으로 참여했다.

## 줄거리
스타 커맨드 탐사선이 미지의 세계 티카니 프라임에서 생명의 흔적을 조사하기 위해 항로를 변경한다. 동면에서 깨어난 스페이스 레인저 버즈 라이트이어와 그의 지휘관이자 가장 친한 친구인 얼리샤 호손은 착륙 지점을 정찰한다. 적대적인 곤충과 식물과 같은 생명체의 공격을 받아 이륙을 시도하지만 버즈는 최선의 노력에도 불구하고 실수로 배를 추락시킨다. 승무원을 좌초시킨 것에 대해 자신을 탓하는 버즈는 집으로 돌아가기 위해 개발해야 할 초공간 연료 결정의 테스트 파일럿으로 자원한다. 1년 후, 승무원은 수리를 수행하기 위해 새로운 식민지를 건설했다.
버즈의 처참한 첫 시험 비행은 시간 팽창의 영향으로 더욱 복잡해진다. 그가 비행하는 데 보낸 4분 동안 티카니 프라임에서는 4년이 흘렀다. 얼리샤는 현재 키코라는 과학자와 약혼했다고 말한다. 그녀는 고양이의 모양과 행동을 가진 AI 로봇 치료사인 버즈 삭스를 선물한다. 버즈는 얼리샤의 마지 못해 승인을 받아 대체 연료 혼합물로 추가 테스트를 수행하기로 결정한다. 식민지에서 수년 동안 진행된 많은 테스트 실패 후 버즈는 얼리샤가 노년으로 사망했음을 발견하고 버즈에게 작별 인사를하고 그를 손녀 이지에게 소개하는 녹음을 남겼다. 그녀의 후계자 인 캘 번사이드 사령관은 버즈에게 식민지가 광속 능력을 되찾으려는 시도를 포기하고 그들을 보호하기 위해 레이저 실드에 의존하여 영구적으로 행성에 살기로 결정했다고 알린다. 삭스는 60년의 작업 끝에 안정적인 연료 공식을 찾았다고 밝혔다. 스타 커맨드가 삭스를 해체하기 위해 인원을 보내면 버즈는 그와 함께 탈출하여 최종 테스트를 수행하라는 번사이드의 명령을 무시한다.
삭스의 도움으로 버즈는 성공적으로 초고속을 달성했다. 그러나 그는 또 다른 22년의 미래를 건너뛰고 어른이 된 이지를 만난다. 그녀는 식민지가 신비한 로봇 군대의 공격을 받고 있다고 설명한다. 그녀와 두 명의 다른 생도인 모와 다비는 로봇이 내려온 대형 순양함을 파괴하려고 한다. 로봇 중 하나와 만난 후 버즈는 그룹의 미숙함을 깨닫고 스스로 임무를 수행하겠다고 맹세하지만 우연히 그와 합류한다. 버즈와 생도들은 곤충 둥지에서 탈출하여 배를 수리하기 위해 광산 시설을 조사한다. 그들의 도움에 감사하기 시작한 그는 이지, 모, 다비가 그와 삭스와 함께 임무를 완수하도록 허용한다.
그러나 로봇의 사령관 저그가 개입하여 버즈를 붙잡는다. 저그는 성공적인 초공간 테스트 후 버즈가 행성으로 돌아오면서 갈라진 원래 타임라인에서 자신이 이전 버전의 버즈임을 밝힌다. 우주로 도망치는 오리지날 버즈. 이 버즈와 그의 삭스는 전속력으로 탈출했고, 시간 팽창을 통해 수백 년 후의 먼 미래로 날아갔고, 그곳에서 그는 극도로 진보된 기술을 만났다. 오리지널 버즈는 결국 스타 커맨드 승무원을 행성에 좌초시키는 것을 방지하기 위해 시간을 거슬러 여행하는 방법을 개발했다. 자신의 연료를 다 쓴 저그는 과거로 더 멀리 여행하고 임무를 완수하기 위해 새로운 연료가 필요하기 때문에 어린 자신에게 그것을 요청한다. 이것이 이지와 다른 모든 식민지 주민들의 삶과 함께 얼리샤와 키코의 삶을 함께 지울 것이라는 사실을 깨달은 버즈는 거부한다.
원래 삭스의 도움을 받아 버즈와 생도들은 저그의 배에서 탈출하여 자폭하도록 설정했다. 충돌 착륙을 통해 행성으로 돌아온 저그는 공격하고 스스로 연료를 가져간다. 버즈는 강제로 연료를 쏘아 저그를 죽이는 폭발을 일으 킨다. 연료가 고갈되자 버즈는 마침내 티카니 프라임을 그의 집으로 받아들인다. 번사이드는 무모한 행동으로 그들을 구금하려는 의도로 그룹을 체포하지만 로봇 함대에 대한 버즈의 용기에 비추어 후회한다. 스페이스 레인저 부대를 부활시킬 수 있도록 허가를 받은 버즈는 예기치않게 이지, 모, 다비 및 삭스를 훈련생으로 선택한다. 반란 당시 남겨진 컴퓨터로 만든 새로운 연료 결정으로 버즈와 그의 팀은 새로운 모험을 시작한다.
쿠키 영상 장면 이후 저그는 살아서 우주에 떠 있는 모습이 비쳐진다.

## 성우진
| 배역            | 영어 성우                | 한국어 성우         |
| --------------- | ------------------------ | ------------------- |
| 버즈 라이트이어 | 크리스 에반스            | 임채헌              |
| 이지 호손       | 키키 파머                | 이재현 문다인(아역) |
| 삭스            | 피터 손                  | 홍범기              |
| 모 모리슨       | 타이카 와이티티          | 박영재              |
| 다비 스틸       | 데일 소울즈              | 최옥희              |
| 얼리샤 호손     | 우조 아두바              | 정유미              |
| 저그 황제       | 제임스 브롤린            | 온영삼              |
| 아이번          | 메리 맥도널드루이스      | 장경희              |
| 번사이드 사령관 | 아이제이아 휘틀록 주니어 | 이광수              |
| 에릭/데릭       | 앵거스 매클레인          | 박요한              |
| 페더링햄스턴    | 빌 헤이더                | 김명준              |
| 디아즈          | 에프렌 라미레즈          | 안용욱              |
| 탐사 대원       |                          | 홍수정, 이상헌      |